# Abdel Halim Hafez
Abdel Halim Hafez (n. 21 iunie 1929, Elhallawat⁠(d), Ibrāhīmīyah⁠(d), Ash Sharqiyah, Egipt – d. 30 martie 1977, Londra, Regatul Unit) (arabă: عبد الحليم حافظ), născut Abdel Halim Ali Shabana (arabă: عبد الحليم علي شبانة), a fost un cântăreț și actor egiptean. În lumea arabă este cunoscut și ca el-ʿandalīb el-'asmar (العندليب الأسمر - „privighetoarea oacheșă”).

## Biografie
S-a născut în satul El-Halawat, în guvernoratul Sharqia, în Regatul Egiptului. A fost al patrulea fiu al lui Ali Ismail Shabanah. Mama sa a murit la trei zile după nașterea sa, iar tatăl său a murit după cinci ani. În timpul copilăriei a fost diagnosticat cu schistosomiază, boală de care a suferit toată viața și care a condus la moartea sa.
La vârsta adolescenței, Abdel Halim a început să studieze la Institutul de Muzică Arabă, secție a Academiei de Arte din Cairo, pe care l-a absolvit în 1948 ca oboist. În anul 1951, după ce a cântat pentru o transmisiune radio ca înlocuitor al cântărețului Karem Mahmoud, Abdel Halim a fost remarcat de către Hafez Abdel Wahab, director al radioului național egiptean. Din recunoștință pentru sprijinul acestuia a preluat numele de scenă „Hafez”.
Inițial, stilul său inovator a fost primit cu ostilitate, dar odată cu schimbările politice au evoluat și gusturile publicului, astfel că Abdel Halim a dobândit faima odată cu un concert susținut la Cairo în ziua în care a fost proclamată Republica Egipt, 18 iunie 1953.

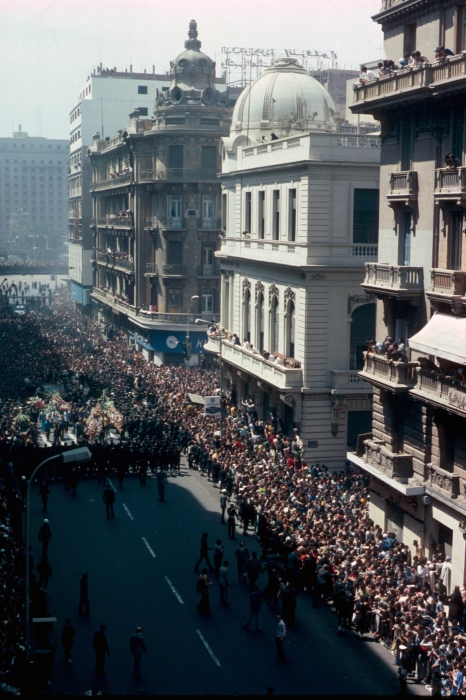
Funeraliile lui Abdel Halim Hafez

De-a lungul carierei sale, Abdel Halim a cântat peste 230 de piese și a jucat în 16 filme, printre care și Dalila (1956), primul film color egiptean. Deși tema predilectă a cântecelor sale este iubirea, Abdel Halim s-a remarcat și prin interpretarea unor piese patriotice, în conformitate cu idealurile naționaliste ale conducătorului egiptean Gamal Abdel Nasser, cu care artistul era prieten. În 1967, Abdel Halim a cântat la Royal Albert Hall piesa Massih (arabă: المسيح - „mesia”), care evoca suferințele lui Iisus în contextul înfrângerii Egiptului în Războiul de Șase Zile.
Majoritatea pieselor sale au versuri în araba egipteană - de exemplu, Sawwāḥ („Călător”), Ahwāk („Te ador”) sau ʿAla ḥisb widād galbī („După pofta inimii mele”). Câteva dintre piesele sale faimoase, însă, au versuri în araba clasică, precum Qāri'at al-fingān („Cititoarea în cafea”) și Risāla min taḥt al-mā' („Scrisoare de sub ape”), ambele fiind adaptări ale unor texte ale poetului sirian Nizar Qabbani.
Abdel Halim a murit la Londra, la spitalul King's College, unde urma tratamentul pentru schistosomiază. La funeraliile sale de la Cairo ar fi asistat între 100.000 și 2,55 milioane de oameni, un număr mai mare decât la oricare altă înmormântare din istoria lumii arabe, cu excepția înmormântărilor lui Gamal Abdel Nasser și Umm Kulthum.

## Moștenire
Faima lui Abdel Halim Hafez a rezistat trecerii timpului, astfel că piesele sale revoluționare au fost frecvent difuzate în preajma Revoluției Egiptene din 2011.
Începând cu anul 2007, piesa Khosara (arabă: خسارة) a făcut obiectul unui proces intentat de către urmașul lui Baligh Hamdy, compozitorul piesei, împotriva lui Jay-Z, care a refolosit ca sample în piesa sa Big Pimpin' o porțiune din piesa egipteană.

## Filmografie
| Titlu                                      | Data lansării     | Rol           | Regizor                                                       |
| ------------------------------------------ | ----------------- | ------------- | ------------------------------------------------------------- |
| Lahn El Wafa' (Cântecul loialității)       | 1 martie 1955     | Galal         | Ibrahim Amara                                                 |
| Ayyamna al-Holwa (Zilele noastre frumoase) | 1 martie 1955     | Ali           | Helmy Halim                                                   |
| Ayam We Layali (Zile și nopți)             | 8 septembrie 1955 | Yehia         | Henry Barakat                                                 |
| Mawed Gharam (Rendez-vous amoros)          | 3 ianuarie 1956   | Samir         | Henry Barakat                                                 |
| Dalila                                     | 20 octombrie 1956 | Ahmed         | Mohamad Karim                                                 |
| Layali el hub (Nopțile iubirii)            | 1956              |               | Helmy Rafla                                                   |
| Banat El Yom (Fetele de astăzi)            | 10 noiembrie 1957 | Khaled        | Henry Barakat                                                 |
| Fata Ahlami (Băiatul viselor mele)         | 7 martie 1957     | Adel          | Helmy Rafla                                                   |
| Alwisada El Khalia (Perna goală)           | 20 decembrie 1957 | Salah         | Salah Abu Yousef                                              |
| Share' El Hob (Strada iubirii)             | 5 martie 1958     | Abd-El Moneim | Ez El Deen Zol Faqar                                          |
| Hekayit Hob (Poveste de iubire)            | 12 ianuarie 1959  | Ahmed Sami    | Helmy Halim                                                   |
| El Banat Wel Seif (Fetele și vara)         | 5 septembrie 1960 | Mohamed       | Salah Abu Yousef, Ez El Deen Zol Faqar, Fateen Abed El Wahhab |
| Yom Men Omri (O zi din viața mea)          | 8 februarie 1961  | Salah         | Atef Salem                                                    |
| El Khataya (Păcatele)                      | 12 noiembrie 1962 | Hussien       | Hassan El Imam                                                |
| Maabodat El Gamahir (Zeița poporului)      | 13 ianuarie 1963  | Ibrahim Farid | Helmy Halim                                                   |
| Abi Foq El Shagara (Taică-meu în copac)    | 17 februarie 1969 | Adel          | Hussein Kamal                                                 |